# Svatmarama
Svatmarama (Sanskrit: Svātmārāma m.) war der Autor der Hathapradipika. Er lebte in der zweiten Hälfte des 14. Jahrhunderts und gehörte der Hatha-Yoga-Tradition an, die von Matsyendra und Goraksha gegründet wurde. Weiteres ist von ihm nicht bekannt.